# Joffrey Lupul
Joffrey Lupul (* 23. September 1983 in Fort Saskatchewan, Alberta) ist ein ehemaliger kanadischer Eishockeyspieler. Der rechte Flügelstürmer bestritt zwischen 2003 und 2016 über 700 Partien in der National Hockey League (NHL), den Großteil davon für die Mighty Ducks of Anaheim bzw. Anaheim Ducks sowie die Toronto Maple Leafs. Die Ducks hatten ihn im NHL Entry Draft 2002 an siebter Position ausgewählt.

## Karriere
Der 1,85 m große Flügelstürmer begann seine Profikarriere bei den Medicine Hat Tigers in der kanadischen Juniorenliga WHL, bevor er beim NHL Entry Draft 2002 als Siebter in der ersten Runde von den Mighty Ducks of Anaheim ausgewählt wurde.
Bereits in der Saison 2003/04 setzten die Mighty Ducks den Rechtsschützen regelmäßig in der NHL ein, als einer der besten Rookies wurde Lupul für das NHL YoungStars Game 2004 nominiert. Den Lockout in der folgenden Spielzeit verbrachte der Kanadier beim Farmteam Cincinnati Mighty Ducks in der American Hockey League. Im Conference-Halbfinale der Stanley-Cup-Play-offs 2006 gegen die Colorado Avalanche schaffte es Lupul als erster Spieler in der Geschichte der höchsten nordamerikanischen Eishockeyliga, vier Tore in einem Play-off-Spiel, inklusive des spielentscheidenden Tores in der Verlängerung, zu erzielen. Dennoch wurde der Angreifer nach der Saison zusammen mit Ladislav Šmíd und mehreren Draftpicks im Tausch gegen Chris Pronger zu den Edmonton Oilers transferiert. Diese gaben ihn wiederum am 1. Juli 2007 zusammen mit Jason Smith für Joni Pitkänen und Geoff Sanderson an die Philadelphia Flyers ab. Am 26. Juni 2009 gaben die Anaheim Ducks bekannt, dass sie Lupul, zusammen mit Luca Sbisa und einigen Draftpicks, gegen Chris Pronger und Ryan Dingle von den Philadelphia Flyers transferiert haben. Sein zweites Engagement in Anaheim dauerte fast zwei Saisons, in denen Lupul zwar gute Leistungen zeigte, allerdings aufgrund von Verletzungsproblemen nicht mal die Hälfte aller Spiele absolvierte. Im Februar 2011 gaben ihn die Kalifornier an die Toronto Maple Leafs ab, um den Verteidiger François Beauchemin in einem Tauschgeschäft von den Leafs zu erwerben.
Aufgrund des NHL-Lockouts absolvierte Lupul im Herbst 2012 für Awtomobilist Jekaterinburg einige Partien in der Kontinentalen Hockey-Liga. Anschließend übernahm er bei den Maple Leafs das Amt des Assistenzkapitäns, ehe er Mitte der Saison 2015/16 verletzungsbedingt ausfiel. Diese hatte letztlich das Ende seiner aktiven Karriere zur Folge, in der er 701 Partien absolvierte und dabei 420 Punkte erzielte.

## Erfolge und Auszeichnungen
| - 2002 Teilnahme am CHL Top Prospects Game - 2002 CHL First All-Star Team - 2002 WHL East First All-Star Team | - 2004 Teilnahme am NHL YoungStars Game - 2012 Teilnahme am NHL All-Star Game |

### International
- 2003 Silbermedaille bei der U20-Junioren-Weltmeisterschaft

## Karrierestatistik

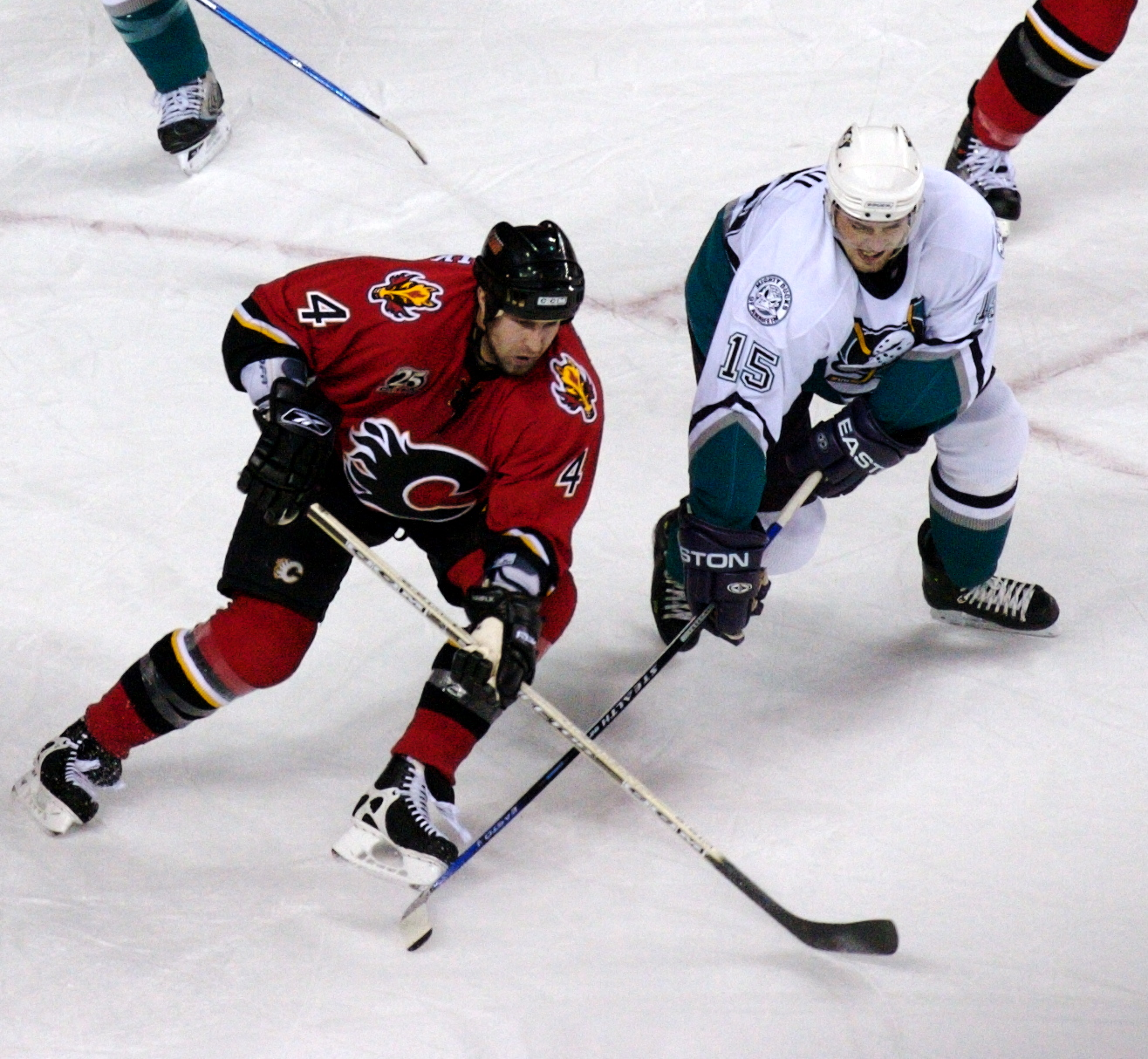
Joffrey Lupul (weißes Trikot) während eines NHL-Spiels der Mighty Ducks of Anaheim im Duell mit Roman Hamrlík von den Calgary Flames

### International
Vertrat Kanada bei:
- U20-Junioren-Weltmeisterschaft 2003

(Legende zur Spielerstatistik: Sp oder GP = absolvierte Spiele; T oder G = erzielte Tore; V oder A = erzielte Assists; Pkt oder Pts = erzielte Scorerpunkte; SM oder PIM = erhaltene Strafminuten; +/− = Plus/Minus-Bilanz; PP = erzielte Überzahltore; SH = erzielte Unterzahltore; GW = erzielte Siegtore; 1 Play-downs/Relegation; Kursiv: Statistik nicht vollständig)